# Slag bij Assandun
De Slag bij Assandun of de Slag bij Ashingdon vond plaats op 18 oktober 1016. Het leger van koning Edmund II van Engeland stond tegenover het Vikingleger van Knoet de Grote.

## Locatie
Tot op heden (2023) blijft de locatie van het slagveld omstreden. Meest waarschijnlijk is het plaatsje Ashingdon in Essex.

## Achtergrond
Na de dood van koning Ethelred II in 1016 ontstond de discussie over wie hem mocht opvolgen. Twee facties stonden tegenover elkaar. Knoet de Grote kon het niet hebben dat Edmund II van Engeland zijn vader opvolgde. Een poging van Edmund om de Denen uit Engeland te verdrijven leidde tot de slag.

## Slag
Edmund was goed voorbereid, maar op het cruciaal moment, trok een van zijn vazallen, Eadric Streona, zich terug. Een Engelse nederlaag volgde.

## Vervolg
Beide partijen gingen aan tafel zitten. Er werd beslist dat de zoon van de langstlevende, koning van Engeland mocht worden. Edmund stierf nog hetzelfde jaar op 30 november, Knoet werd koning van Engeland, zijn zoon Harold volgde hem op in 1035.